# 平和の群像 (電通)

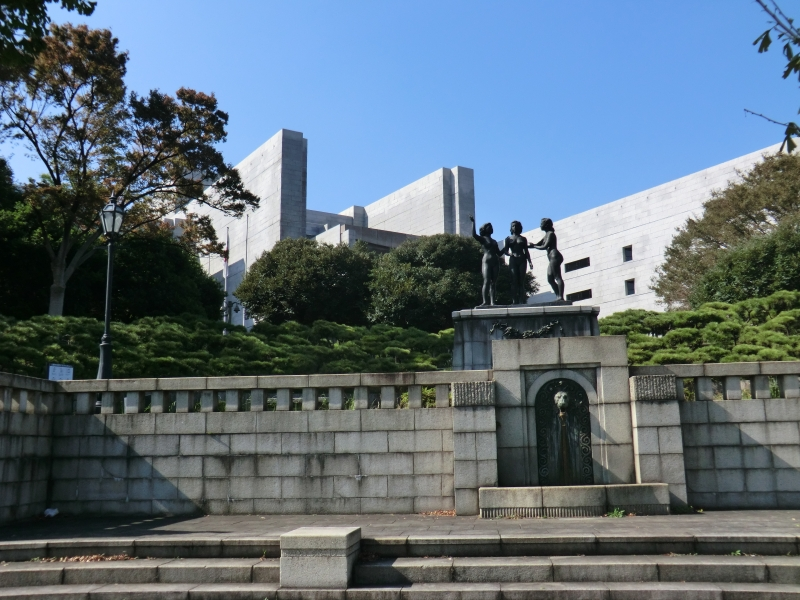
《平和の群像》と最高裁判所

《平和の群像》は、東京都千代田区隼町の三宅坂小公園内にある銅像。正式名称「広告人顕頌碑」。1951年、日本電報通信社（現・電通）創立50周年記念事業碑として、彫刻家・菊池一雄が制作した。

## 概要
電通が建設し、東京都に寄贈された広告功労者顕彰のための記念碑。台座の上に、菊池一雄が「愛情」「理性」「意欲」をテーマとして原型を制作した3体の裸婦彫刻が据えられている。これは日本の公共空間に初めて設置が構想された女性裸体像とされる。台座には「広告活動を通じてわが国文化の発展に寄与した」功労者の名前が刻まれている。

### 碑文
「広告がわが国の平和産業と産業文化の発展に貢献した事績は極めて大きい。わが社は昭和二十五年七月一日その創立五十年を自祝し過去半世紀を回顧してこれを記念するに当り、平和を象徴する広告記念像を建設して東京都民に贈り、広告先覚者の芳名を記録してその功労を永久に偲ぶことゝした。西暦1950年 株式会社 日本電報通信社」

## 歴史
半蔵門から桜田門に至る坂道は江戸時代から三宅坂と言われてきた。ここに田原藩三宅家の上屋敷があったためである。明治以降、この土地は軍との関わりが深く、教育総監部や東京衛戍病院、陸軍省があり、さらに参謀本部など軍の中枢も置かれ、「三宅坂」とは参謀本部の別称でもあった。《平和の群像》が設置される以前、その場所には北村西望が制作した《寺内元帥騎馬像》が設置されていた（1923年～）。
1943年、日中戦争から太平洋戦争にかけて戦局の悪化から、とくに武器生産に必要な金属資源の不足を補うため金属回収が始まる。これによって《寺内元帥騎馬像》も回収される。各地の銅像が次々に供出された事態を受けて、「戦勝の暁にはそのまま再現させるため、台座の保存処置をとろう」という動きが起こり、多くの台座は空のまま置かれた。
終戦後のアメリカ占領下で、三宅坂一体は「パレス・ハイツ」と呼ばれる米兵街となった。やがて寺内元帥像の台座を使った彫刻制作の依頼を電通から受けた菊池は、騎馬像を仰ぎ見ていた戦時と区別して「親しみやすいもの」にするために、残された台座の「寺内元帥像」と書かれた銘板から上を取り除いて台座を低くし、そこに花のレリーフをつけ加えた。
国内で最初の公共空間における女性裸体像であったため、当時の電通社長・吉田秀雄は、ギリシャ神話の三美神になぞらえた裸体像のアイディアを聞いた際、「構想が奇抜で、今の時代感覚からすると早過ぎはしまいか、むしろ子児の像を配した方が良くはなかろうか」と思ったという。『電通 一〇〇年史』によると、「建築時には裸体彫刻が猥せつでないことを区長や区議長に説かなければならなかった。皇居のお堀に面したこの裸体の不作法に対する避難（ママ）や種々の平和運動への利用などで、この群像の建設後も暫くは千代田区役所に迷惑をかけることが多かった」とあり、裸体彫刻の街頭進出への苦労があったことが窺える。
しかし同時に、軍人像から平和の女性像への交代は象徴的に捉えられ、《平和の群像》の除幕式では「軍閥の銅像があったこの場所に、平和を象徴する女性の群像が建設されようなど、いったい誰か予想しただろうか」「この平和の群像は、新しい日本を示すものである」と式辞が述べられた。
占領が解除されてパレス・ハイツの土地が返還された後、1974年に最高裁判所の現庁舎が建設され、《平和の群像》のある三宅坂小公園は現在それに隣接する形となっている。